# Anyphaena darlingtoni
Anyphaena darlingtoni är en spindelart som beskrevs av Bryant 1940. Anyphaena darlingtoni ingår i släktet Anyphaena och familjen spökspindlar.
Artens utbredningsområde är Kuba. Inga underarter finns listade i Catalogue of Life.